# 이브라힘 상가레
이브라힘 상가레(프랑스어: Ibrahim Sangaré, 1997년 12월 2일 ~ )는 코트디부아르의 축구 선수이다. 그의 포지션은 수비형 미드필더로, 현재 잉글랜드 프리미어리그의 노팅엄 포레스트에서 활약하고 있다.

## 클럽 경력
코트디부아르 클럽인 투 퓌이상 꾸마시와 AS 뎅겔레 유소년 팀 소속으로 축구 경력을 시작한 상가레는 2016년 10월 22일, 0-0으로 비긴 앙제와의 경기에서 툴루즈 데뷔전을 치렀다.

### PSV
2020년 9월 28일, 상가레는 5년 계약으로 PSV 에인트호번에 이적했다.
2021년 12월 3일, 상가레는 2021년 11월 에레디비시 이달의 선수로 선정되었다. 그는 또한 2021년 10월과, 2021년 12월 이달의 팀에 포함되었다.
2022년 4월 17일, 상가레는 2-1로 이긴 라이벌 팀 아약스와의 KNVB컵 결승전 경기에서 선발 출전해 우승컵을 들어올렸다.
2022년 8월 7일, 다수 유럽 정상급 클럽들의 관심 속에, PSV는 상가레와 2027년까지 계약을 연장했다고 발표했다. 2022년 8월 16일, 상가레는 2-2로 비긴 레인저스와의 2022-23년 UEFA 챔피언스리그 플레이오프 1차전 경기에서 득점을 기록했다.

## 국가대표팀 경력
상가레는 코트디부아르 U-20을 대표하여 2015년 툴롱 대회에 참가했고 코트디부아르 U-23을 대표하여 2번의 친선 경기에 출전했다.

## 수상 내역
PSV
- KNVB컵: 2021–22
- 요한 크라위프 스할: 2021,[12] 2022[13]

코트디부아르 U-23
- 아프리카 U-23 네이션스컵 준우승: 2019[14]

개인
- 에레디비시 이달의 선수: 2021년 11월[5]